# عبد الرحمن الزيد
عبد الرحمن بن زيد الزيد (11 يناير 1959) ، حكم كرة قدم سعودي دولي سابق، بدأ مشواره في عام 1982م وقاد العديد من المباريات المحلية في المسابقات السعودية، وحكم في كأس الخليج 1992، ويعد من أبرز الحكام الدوليين في السعودية إن لم يكن أبرزهم، وقد تم استدعائه من قبل الفيفا في مونديال كأس العالم 1998؛ ليكون ضمن الحكام المشاركين في هذا المحفل الدولي الكبير.

## مشواره المهني
قاد عبد الرحمن الزيد 3 مباريات في مونديال كأس العالم، من ضمنها المباراة النهائية بين فرنسا والبرازيل كحكم رابع، وفازت بالمباراة فرنسا بنتيجة ثلاثة مقابل لا شيء، كما نال جائزة أفضل حكم آسيوي في عام 1998 م، وقاد العديد من المباريات في المسابقات الآسيوية، وبعد أن اعتزل التحكيم في عام 2002م عمل كمراقب للحكام في الإتحاد السعودي، ثم أصبح رئيس اللجنة الفرعية للحكام في منطقة الرياض، وفي عام 2008 أصبح نائباً لرئيس لجنة الحكام الرئيسية في الاتحاد السعودي لكرة القدم، ثم قرر بعدها الاستقالة من منصبه، وهو الآن يعمل في الاتحاد السعودي كمقيّم في اللجنة، بالإضافة إلى أنه مقرراً في الاتحاد الأسيوي لكرة القدم.